# Schächter Miksa
Schächter Miksa (Vác, 1859. augusztus 20. – Budapest, 1917. április 30.) orvostanár, orvosi szakíró, a Gyógyászat című orvostudományi szaklap alapítója, igazságügyi orvosszakértő.

## Életpályája
Schächter Jakab és Mohr Mária fiaként született. Tanulmányait szülővárosában kezdte, majd, miután a szülei elköltöztek, Budán és Pesten folytatta. Érettségi után 1881-ben a Budapesti Tudományegyetemen szerzett orvosi diplomát. Egyetemi tanulmányai után 1882-ben a pesti 4. számú tüzérezrednél segédorvosként teljesített szolgálatot.
Schächter ezek után Kovács professzornak a klinikájára került, ahol ösztöndíjas műtőnövendékként 3 évet töltött el. A professzor – többekkel szemben – a fertőtlenítőszerek alkalmazását nem tartotta közömbösnek a szervezetre, és inkább a megelőzésre, a tisztaságra, a csíramentesítésre, az ún. asepsisre helyezte a hangsúlyt.
Eredményeit a Gyógyászat című, általa alapított folyóiratban publikálta 1886-ban.
1889-től az egyetemen a fekélyes sebek gyógytanának magántanára lett. 1917-ben rendkívüli tanárrá nevezték ki.
1902-től a sebész-főorvosa volt az állami gyermekmenhelynek.
Mint igazságügyi orvosszakértő működött, irodalmi tevékenysége részben ehhez kapcsolódik, hiszen az Igazságügyi Orvosi Tanács jegyzője volt. Haláláig szerkesztette a Gyógyászat című orvosi folyóiratot. Publicisztikai tevékenységet a Pester Lloyd, Pesti Napló és más nagyobb lapok hasábjain fejtett ki. Cikkei rendszerint figyelmet keltettek. Évtizedeken át részt vett a zsidó közügyekben, ifjúsági mozgalmakat szervezett és szigorú kritikusa volt a hitközségi élet visszásságainak.

### Családja
Felesége Milch Emma (Rivka) volt, akivel 1884. november 25-én Pozsonyban kötött házasságot.
Gyermekei:
- Ferenc (Bp., 1885. okt. 4. – 1944. dec. 15.) mérnök. Felesége Glück Jolán.
- Ilona (Bp., 1887. máj. 22. – Bp., 1899. júl. 17.)
- Gábor (Bp., 1889. márc. 24. – ?). Felesége Whynalek Emília Anna.
- Eugénia (Bp., 1890. okt. 24. – ?). Férje Ernst Mihály.
- Jozefa (Bp., 1892. máj. 16. – ?). Férje Zlatner Oszkár.
- Klára (Bp., 1893. aug. 11. – Bp., 1926. szept. 9.)[5]
- Szécsi Pál (Bp., 1895. júl. 18. – Bp., 1968. ápr. 1.). Felesége Weisz Margit.
- Dezső (Bp., 1897. máj. 24. – ?) orvos. Felesége Steiner Margit (1899–1965) orvos.
- Antal (Bp., 1901. dec. 30. – 1944. dec. 15.) orvos. Felesége Kovács Janka.

## Művei
- A sebek gyógyulása és a sebkezelés (Budapest, 1886)
- Anleitung zur Wundbehandlung (1887)
- Az igazságügyi orvosi tanácsról (Budapest, 1897)
- Az orvosszakértőhöz intézendő kérdések (Budapest, 1899)
- Sebészeti gyógyítás (1904)
- Orvosi műhibák